# Théligny
Théligny és un municipi francès situat al departament del Sarthe i a la regió de País del Loira. L'any 2007 tenia 203 habitants.

## Demografia

### Població
El 2007 la població de fet de Théligny era de 203 persones. Hi havia 84 famílies de les quals 28 eren unipersonals (8 homes vivint sols i 20 dones vivint soles), 20 parelles sense fills, 28 parelles amb fills i 8 famílies monoparentals amb fills.
La població ha evolucionat segons el següent gràfic:
Habitants censats

### Habitatges
El 2007 hi havia 135 habitatges, 86 eren l'habitatge principal de la família, 34 eren segones residències i 15 estaven desocupats. Tots els 135 habitatges eren cases. Dels 86 habitatges principals, 76 estaven ocupats pels seus propietaris, 6 estaven llogats i ocupats pels llogaters i 4 estaven cedits a títol gratuït; 5 tenien dues cambres, 14 en tenien tres, 17 en tenien quatre i 50 en tenien cinc o més. 62 habitatges disposaven pel capbaix d'una plaça de pàrquing. A 41 habitatges hi havia un automòbil i a 42 n'hi havia dos o més.

### Piràmide de població
La piràmide de població per edats i sexe el 2009 era:
| Homes | Edats   | Dones |
| ----- | ------- | ----- |
| 0     | 95 o +  | 4     |
| 0     | 90 a 94 | 0     |
| 0     | 85 a 89 | 4     |
| 0     | 80 a 84 | 4     |
| 4     | 75 a 79 | 0     |
| 8     | 70 a 74 | 4     |
| 4     | 65 a 69 | 0     |
| 16    | 60 a 64 | 4     |
| 4     | 55 a 59 | 16    |
| 4     | 50 a 54 | 4     |
| 4     | 45 a 49 | 0     |
| 0     | 40 a 44 | 4     |
| 12    | 35 a 39 | 4     |
| 8     | 30 a 34 | 8     |
| 8     | 25 a 29 | 0     |
| 4     | 20 a 24 | 0     |
| 4     | 15 a 19 | 4     |
| 4     | 10 a 14 | 0     |
| 4     | 5 a 9   | 8     |
| 0     | 0 a 4   | 0     |

## Economia
El 2007 la població en edat de treballar era de 132 persones, 101 eren actives i 31 eren inactives. De les 101 persones actives 94 estaven ocupades (52 homes i 42 dones) i 7 estaven aturades (1 home i 6 dones). De les 31 persones inactives 17 estaven jubilades, 11 estaven estudiant i 3 estaven classificades com a «altres inactius».

### Ingressos
El 2009 a Théligny hi havia 86 unitats fiscals que integraven 220 persones, la mediana anual d'ingressos fiscals per persona era de 18.188 €.

### Activitats econòmiques
Dels 4 establiments que hi havia el 2007, 1 era d'una empresa extractiva, 1 d'una empresa de comerç i reparació d'automòbils, 1 d'una empresa financera i 1 d'una empresa immobiliària.
L'any 2000 a Théligny hi havia 20 explotacions agrícoles que ocupaven un total de 949 hectàrees.

## Poblacions més properes
El següent diagrama mostra les poblacions més properes.